# Tomoeda Takahiko

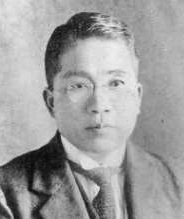
Tomoeda Takahiko

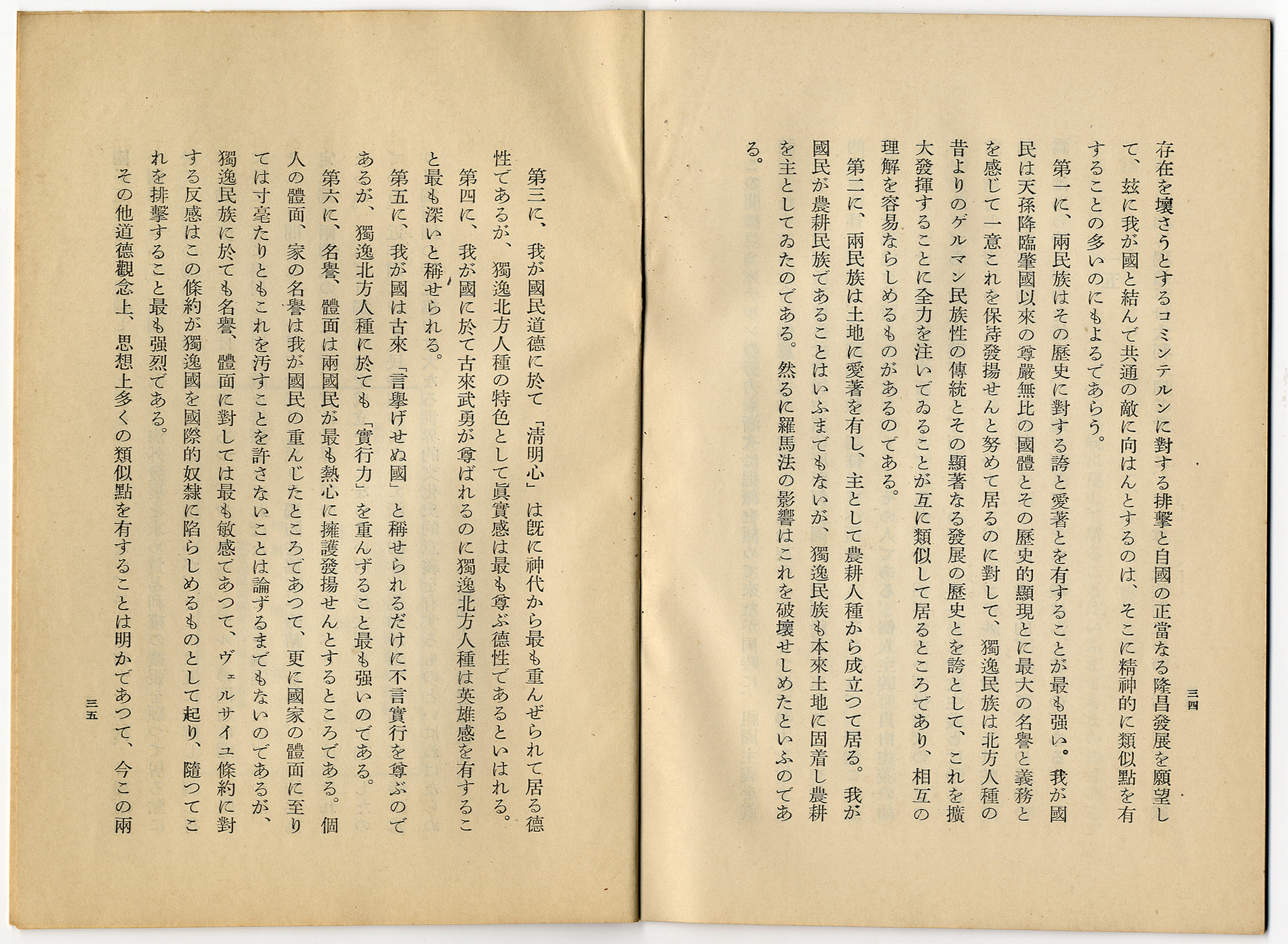
Rückblick auf die Geschichte des japanisch-deutschen Kulturaustausches: T. Tomoeda, Nichidoku bunka kōshōshi no kaiko. Japanese Ministry of Education, 1938.

Tomoeda Takahiko (japanisch 友枝 高彦; * 4. November 1876 in Ōmura, Landkreis Kōge (heute Teil des Städtchens Buzen), Präfektur Fukuoka; † 7. Juli 1957 in Tokyo) war ein japanischer Philosoph und Hochschullehrer, der in den deutsch-japanischen Beziehungen der 1920er und 1930er Jahre eine wichtige Rolle spielte.

## Leben
Tomoeda wurde wenige Jahre nach der Etablierung der Meiji-Regierung im Dorf Ōmura als Sohn des namhaften konfuzianischen Gelehrten und ehemaligen Dorfvorstehers Tomoeda Hayami geboren. Nach dem Abschluss der Toyotsu-Mittelschule besuchte er die Oberschule Nr. 5 in Kumamoto. Diese wurde von dem Begründer des Kōdōkan-Jūdo, Kanō Jigorō, geleitet, den Tomoeda später als „Vater seiner Seele“ bezeichnete. Anschließend studierte er bis 1901 Philosophie und Ethik an der Universität Tokyo.
Als der Russisch-Japanische Krieg ausbrach, ging Tomoeda als Sekretär von Baron Suematsu Kenchō (末松 謙澄) nach Europa, wo Suematsu die japanische Position darlegen und zugleich Informationen sammeln sollte. Während seines zweijährigen Aufenthaltes beeindruckte ihn besonders der Liberalismus in England.
1907 erhielt Tomoeda eine Stelle als außerordentlicher Professor der Kaiserlichen Universität Kyōto. Im September 1910 wurde er für drei Jahre mit einem Stipendium des Erziehungsministeriums nach Europa und Amerika geschickt. 1911 kam er nach Deutschland, wo er in Berlin und Leipzig studierte. Am 21. Mai 1914 kehrte er nach Japan zurück. 1916 wurde er Professor an der Universität Tokyo. Kanō Jigorō war inzwischen Rektor der Pädagogischen Hochschule Tokyo (Tōkyō kōtō shihan gakkō) geworden und holte ihn als Professor in diese Institution. Anlässlich der Gründung der Tōkyō-Bunrika-Universität im Jahre 1929 übernahm Tomoeda auch dort eine Professur.
Im selben Jahr wurde er auf Empfehlung des Philosophen Kanokogi Kazunobu (鹿子木  一信) Leiter des Japanisch-Deutschen Kulturinstituts (Nichidoku bunka kyōkai, wörtlich „Kulturvereinigung Japan-Deutschland“) in Tokyo, das als Geschwister-Institution zum sogenannten Japaninstitut in Berlin gegründet worden war. Wie in Berlin gab es auch hier einen deutschen und einen japanischen Direktor. Tomoedas Partner wurde der Japanologe Wilhelm Gundert. In dieser Funktion unternahm er mehrere Vortragsreisen nach Deutschland. Zugleich vertrat er Japan auf internationalen Konferenzen in Den Haag (1911), Genf (1929) usw. Nach zehn Jahren schied Tomoeda aus der aktiven Leitung des Kulturinstituts aus, blieb aber weiter Mitglied des Direktoriums und des Japanisch-Deutschen Kulturausschusses in Tokyo.
1934 ging er nach Berlin, wo er Vorlesungen hielt und zugleich als Direktor am Japaninstitut tätig wurde. Als das erste deutsch-japanische Austauschprogramm für Studenten entstand, sorgte er dafür, dass der später berühmt gewordene Maler Higashiyama Kaii ein Stipendium zum Studium der Kunstgeschichte in Berlin erhielt.
1941 erreichte er die Altersgrenze an der Tōkyō-Bunrika-Universität und wurde emeritiert. Nachdem sein Haus in Tokyo im März 1945 bei Luftangriffen niederbrannte, zog er sich für einige Jahre in seine Heimat zurück. Hier gründete er das Higashi Chikushi Junior College (Higashi Chikushi tanki daigaku) und wurde dessen erster Rektor.
1952 zog er erneut nach Tokyo. 1955 wurde er der erste Rektor des Tsuru Junior College (都留短期大学, Tsuru tanki daigaki) in der Präfektur Yamanashi. Wenig später starb er in Tokyo. Tomoeda ist Träger des „Mehrfarbigen Ordens der Aufgehenden Sonne am Band“.
Neben Übersetzungen, z. B. Frank Tillys Introduction to Ethics, verfasste Tomoeda Schriften zur Ethik und Pädagogik, viele davon für den Gebrauch an Schulen und Hochschulen. Dazu kamen an ausländische Leser gerichtete Arbeiten zum Shintō, Tennō und Bushidō. Während der dreißiger Jahr schrieb er über die Nationalsozialistische Bewegung und nach Abschluss des Antikominternpaktes einen Rückblick auf die Geschichte der deutsch-japanischen Kulturkontakte.
Tomoedas Sohn Munetachi ging während der dreißiger Jahre nach Deutschland und nahm u. a. an der ersten Deutsch-Japanische Akademikertagung teil.

## Werke (Auswahl)
- Chūgaku shūshin sankōsho. Tōkyō: Fusanbō, 1923 (中学修身参考書) (Digitalisat der National Diet Library Tokyo)
- Joshi shūshin. Fusanbō 1923 (女子修身)
- Chūgaku shūshin. Fusanbō 1924 (中学修身)
- International Morality, Chapters Extracted from the Chugaku Shushin", Text-book on Morals for Use in Secondary Schools in Japan. Geneva/Tokyo, 1926
- Shihan shūshin. Fusanbō 1926 (師範修身)
- The Essence of Shinto. In: Pacific Affairs, Vol.3, No.4, April 1930
- Nachisu undō no shakaigakuteki kōsatsu. Japanisch-Deutsches Kulturinstitut, Tokyo 1933 (ナチス運動の社会学的考察)
- Shakai rinrigaku josetsu. Kenbunkan, 1935 (社会倫理学序説)
- Nichi-Doku bunka kōshō no kaikan. Kyōgakukyoku, 1938 (日独文化交涉史の囘顧). Deutsche Ausgabe: Japan und Deutschland : Geschichtlicher Rückblick auf ihre kulturellen Verbindungen. Tōkyō: Japanisch-Deutsches Kulturinstitut, 1938
- Toyotomi Hideyoshi. Tōkyō: Japanisch-Deutsches Kulturinstitut, 1938 (Zum Besuch der Hitlerjugend in Osaka)
- Meiji Tenno. Bushido. Tōkyō: Japanisch-Deutsches Kulturinstitut, 1938